# Łowicz
Łowicz es una ciudad ubicada en el centro de Polonia que cuenta con 30.383 habitantes (según datos recabados en 2004). Se encuentra específicamente en el Voivodato de Łódź (desde 1999; previamente estaba en el Voivodato de Skierniewice (1975–1998). Junto con una estación cercana de Bednary, Łowicz es uno de los principales nudos ferroviarios, donde la línea de Varsovia se divide en dos direcciones - hacia Poznan y Łódź. Asimismo, la estación Łowicz Main se halla conectada por medio de una línea secundaria con Skierniewice.
En la Primera Guerra Mundial, del 30 de noviembre al 17 de diciembre de 1914, tuvo lugar la batalla de Łowicz en la que los rusos capturaron la ciudad.